# Charles Alphonse du Fresnoy

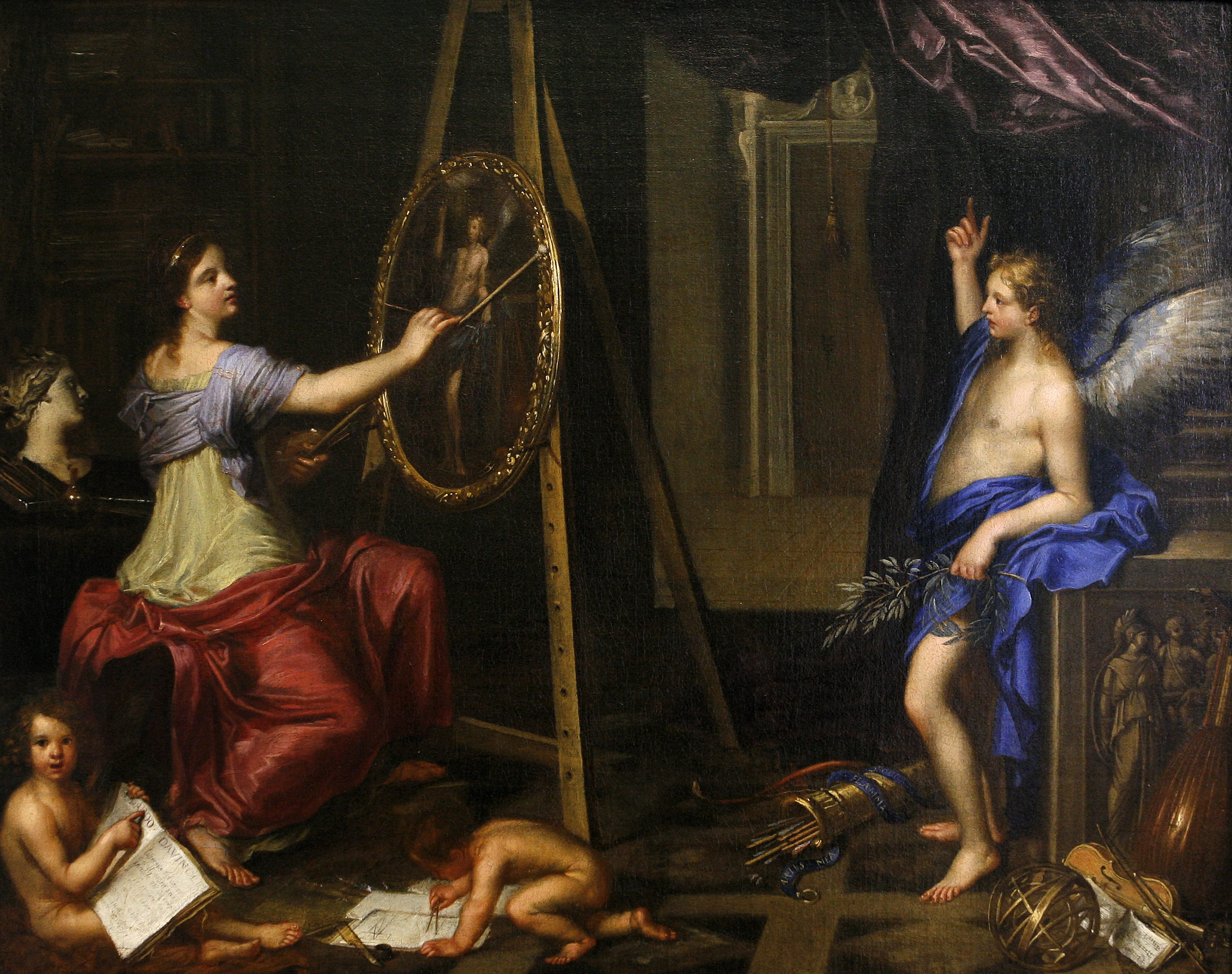
Charles Alphonse du Fresnoy, Alegoría del dibujo, Musée des Beaux-Arts, Dijon, 1650

Charles-Alphonse Du Fresnoy (París, 1611- Villiers-le-Bel,16 de enero de 1668) pintor, poeta y crítico literario francés hijo de un boticario.
Quisieron que fuera médico y fue educado en latín y griego, pero tenía una vocación por las bellas artes y estudió con François Perrier, Simon Vouet y Pierre Mignard, con quien visitó Italia. 
Como poeta su obra más representativa es De Arte graphica, publicada póstumamente por Roger de Piles en París en 1668.